# Liste von Leuchttürmen in Algerien
Die Liste von Leuchttürmen in Algerien nennt Leuchttürme an der Mittelmeerküste Algeriens.

## Liste
| Name                  | Region     | Position                        | Baujahr(e) | Turmhöhe | Feuerhöhe | Kennung    | Bild |
| --------------------- | ---------- | ------------------------------- | ---------- | -------- | --------- | ---------- | ---- |
| Phare Ilot d’Arzew    | Oran       | 35° 52′ 25,6″ N, 0° 17′ 21,4″ W | 1848       | 12 m     | 19 m      | Fl.R.5s    |      |
| Phare Cap Ivi         | Mostaganem | 36° 6′ 46,1″ N, 0° 13′ 36,7″ O  | 1898       | 18 m     | 118 m     | Fl.W.5s    |      |
| Phare Cap Cabon       | Bejaia     | 36° 46′ 33,9″ N, 5° 6′ 9,7″ O   | 1851       | 10 m     | 220 m     | Fl(3)W.20s |      |
| Phare Cap Dar El Afia | Jijel      | 36° 49′ 2,8″ N, 5° 41′ 24,3″ O  | 1871       | 14 m     | 43 m      | Fl.R.5s    |      |
| Phare Ilot des Singes | Skikda     | 36° 54′ 18,3″ N, 6° 53′ 0,5″ O  | 1847       | 9 m      | 17 m      | F.WG.      |      |